# Julie aneb Nová Heloisa
Julie aneb Nová Heloisa (1761, Julie, ou la nouvelle Héloïse) je milostný román v dopisech francouzského filosofa a preromantického spisovatele Jeana-Jacquesa Rousseaua, ve kterém autor vypráví příběh nerovné lásky dvou mladých lidí, šlechtičny Julie d'Etange a jejího vychovatele Saint-Preuxe. Na tomto pozadí pak Rousseau odmítá nerovnost lidí, odsuzuje náboženské předsudky a vyslovuje své další politické, filosofické, náboženské i pedagogické úvahy a názory na lásku, manželství i morálku. Název románu odkazuje na milostný vztah středověkého francouzského teologa Pierra Abélarda a jeho žačky Heloisy známý z jejich korespondence.

## Vznik a charakteristika románu
Rousseau chtěl nejprve napsat příběh osudové vášnivé lásky, po které sám toužil. Ze vzpomínek na drobná milostná dobrodružství ze svého mládí a na základě své lásky k hraběnce d'Houdetot vytvořil postavu hlavní hrdinky a její přítelkyně. Původní koncepci románu pak od jeho třetího dílu doplnil výraznými mravoličnými prvky, které vycházely z jeho názoru, že mravní obrození společnosti je třeba založit na reformě rodinného života. Zároveň Rousseau zamýšlel poučit soudobou frivolní společnost o tom, jaký je rozdíl mezi upřímným křesťanstvím a náboženskou bigotností. Julie v románu představuje člověka, který věří v boha, aniž by byl pokrytcem, a její manžel Wolmar, ctnostný ateista, zase člověka, který sice v boha nevěří, ale není to žádný vyvrhel. Jeho postavu vytvořil Rousseau podle filosofa a ateisty Paula Heinricha Dietricha von Holbacha.

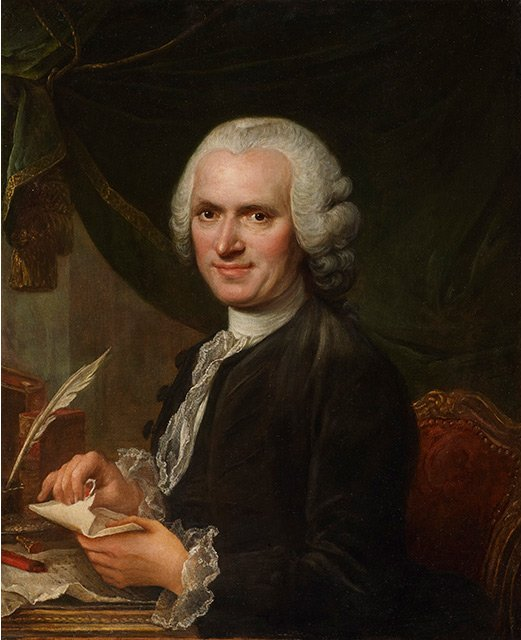
Autor románu Jean-Jacques Rousseau na obraze Françoise Guérina

Celým románem pak prostupuje Rousseauova filozofická teorie o autentičnosti. Etiku autenticity Rousseau stavěl proti racionálním morálním principům, protože podle jeho názoru by člověk měl dělat to, co mu společnost vnucuje pouze, pokud by to bylo v souladu s jeho vlastní identitou. V románu tak dochází k vývoji jednotlivých postav od nedokonalé individuality usilující o ctnost k dovršené ctnostné individualitě založené na návratu člověka k jeho přirozenosti s ctnost tak vítězí nad vášní. Julie se provdá nikoliv za milence, ale za staršího mužem kterého jí vybral její otec, a bývalý milenec se stává tichým účastníkem jejich rodinného života.
Formu epistolárního psychologického románu převzal Rousseau od Samuela Richardsona, ale nově jí doplnil o přírodní lyriku a osobitou krajinomalbu nádherné alpské přírody. Vnější děj je zatlačen do pozadí soustředěním se na vnitřní prožitky poměrně malého okruhu postav. Jejich citovým hnutím odpovídají také jazykové prostředky usilující o celkové lyrické ladění románu.
Román poprvé vyšel roku 1761 v Amsterdamu pod názvem Dopisy dvou milenců, obyvatel malého města na úpatí Alp (Lettres de deux amans, habitans d'une petite ville au pied des Alpes). Měl okamžitě obrovský úspěch, o kterém svědčí sedmdesát vydání během následujících čtyřiceti let, a ovlivnil celou řadu dalších preromantických spisovatelů, jako byl například Goethe, Schiller, Tieck, Bernardin de Saint-Pierre nebo Chateaubriand. Arthur Schopenhauer považoval román za jeden ze čtyř největších románů, jaké kdy byly napsány (společně s Důmyslným rytířem donem Quijotem de la Mancha, Životem a názory blahorodého pana Tristrama Shandyho a Viléma Meistera léty učednickými).
Našly se však i kritické a ironické poznámky týkající se autorových názorů na individuální mravní povznesení člověka, a také nepřátelské útoky církve na Rousseauovo tvrzení, že i mysl věřícího může být osvícená a že i nevěřící člověk může být ušlechtilý. Katolická církev román dokonce zařadila na svůj oficiální seznam zakázaných knih Index Librorum Prohibitorum. Dnes je román považován za jeden z vrcholů evropského sentimentalismu.

## Obsah románu

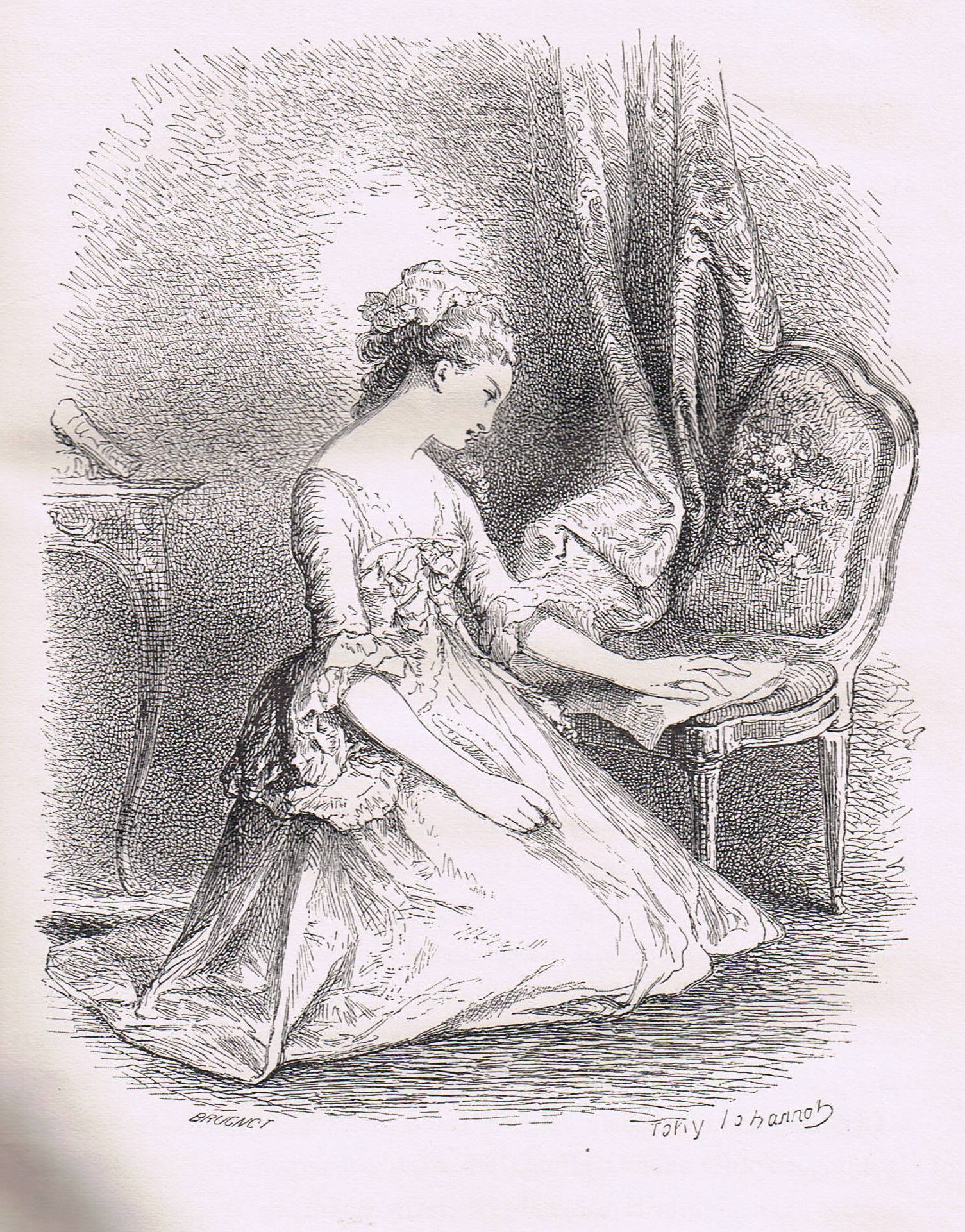
Julie d'Étange

Román, jehož děj trvá přibližně dvanáct let, je uveden autorskou předmluvou, ve které Rousseau formuluje svůj didaktický záměr, se kterým dílo napsal. Po ní následuje 161 dopisů rozdělených do šesti částí.

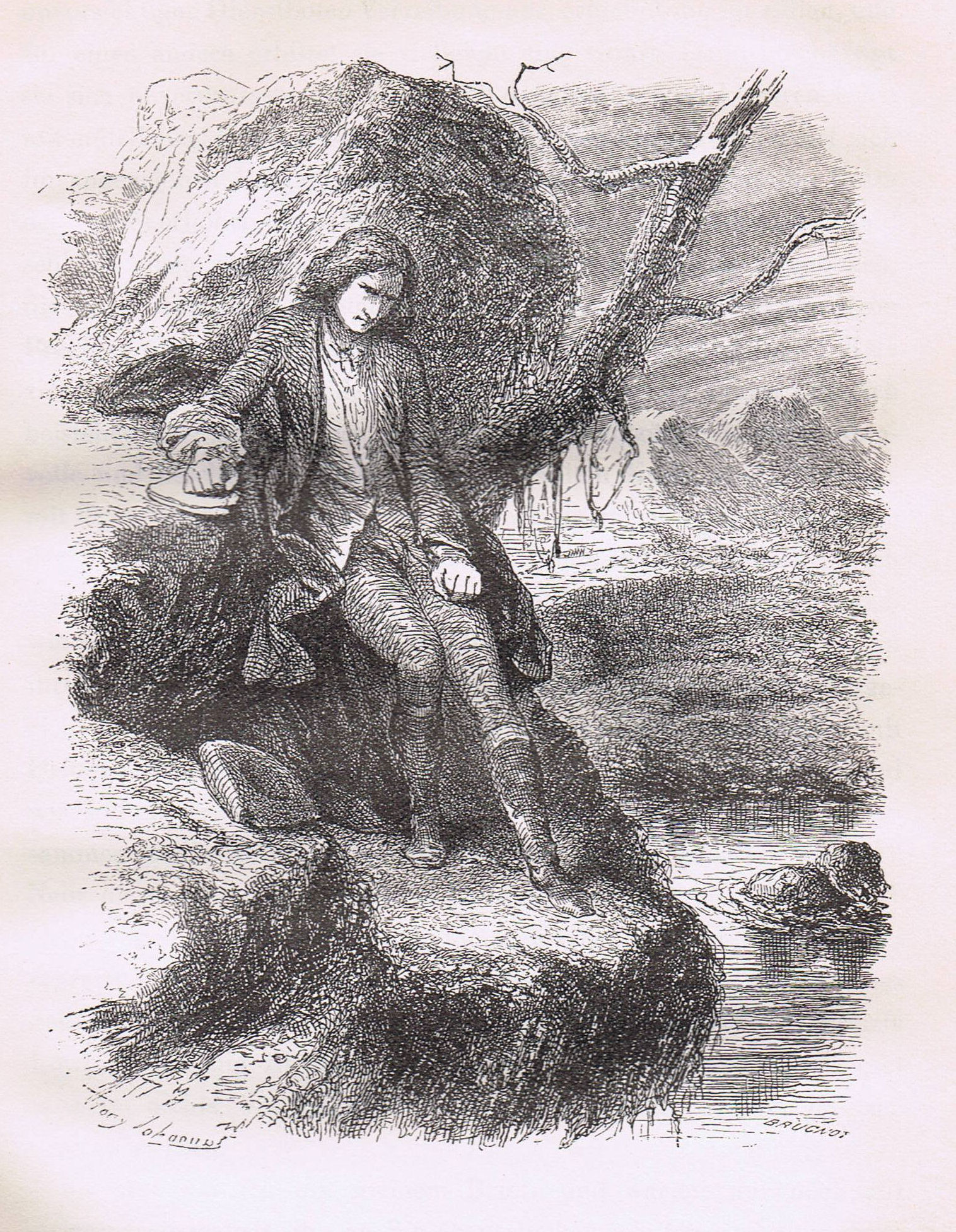
Saint-Preux

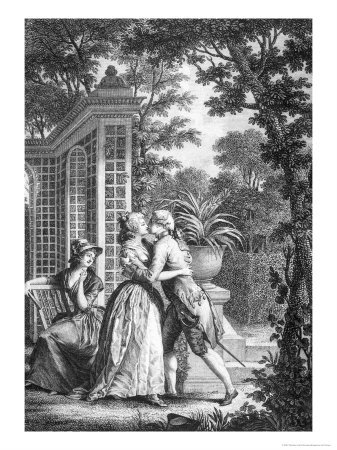
První polibek Julie a Saint-Preuxe

V městečku Vevey na severním břehu Ženevského jezera má své sídlo baron d'Etange. Protože je právě v cizině ve vojenských službách, přijme jeho manželka pro svou dceru Julii a její nerozlučnou přítelkyni a sestřenici Kláru mladého domácího učitele Saint-Preuxe, který pochází z neurozeného rodu. Julie a Saint-Preux k sobě pocítí náklonnost, která je zpočátku nevinná, ale vyvine se z ní hluboký milostný cit, kterému se oba brání. Po prvním polibku proto Julie posílá Saint-Preuxe pryč.
V té době se vrátí z ciziny Juliin otec. Přivádí sebou svého přítele pana Wolmara, který mu kdysi zachránil život, a sdělí Julii své přání, aby se za něho provdala, i když je o hodně starší než ona. Julie se neodvažuje otci odporovat, a když jí Saint-Preux v dopise vyzve, aby s ním uprchla, je vnitřním bojem tak rozrušena, že onemocní. Saint-Preux se dozví o její nemoci, přispěchá a Julie se uzdraví. Následně oba své lásce podlehnou a stanou se milenci.
O Julii se začne zajímat další nápadník, moudrý a bohatý mylord Eduard Bomston. Mezi ním a Saint-Preuxem dojde k hádce, která se má vyřešit soubojem. Julie souboji zabrání a z obou se stanou dokonce přátelé. Bomston pak navštíví barona d'Etangeho a přimlouvá se za Saint-Preuxe. Ale baron nechce ani slyšet o tom, že by dceru provdal za neurozeného muže. Při prudké rodinné scéně zakáže Julii se se Saint-Preuxem stýkat. Bomston milencům nabídne jeden svůj statek v Anglii, kde by spolu mohli klidně žít v řádném manželství. Julie váhá, ale nakonec dá na radu sestřenice Kláry, že by svým útěkem učinila své rodiče nešťastnými, což by poznamenalo její další život. Nešťastný Saint-Preux odjíždí do Paříže s Juliiným slibem, že si jej sice nevezme bez otcova svolení, ale že si rovněž nevezme někoho jiného bez jeho svolení. V dopisech jí popisuje frivolní život pařížské společnosti.

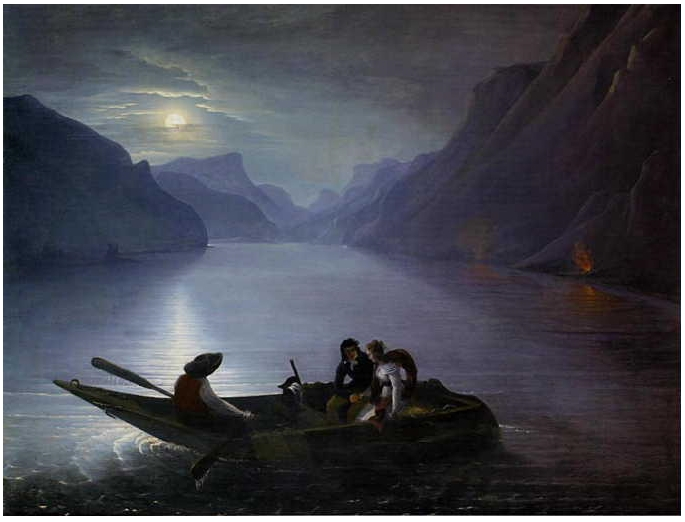
Julie a Sanit-Preux na projížďce po Ženevském jezeře

Julie je rozhodnuta se nikdy neprovdat. její matka zemře žalem nad dceřiným trápením. Baron d'Etange následně Julii uprosí, aby požádala Saint-Preuxe o vrácení jejího slova a neuvedla jej tak do hanby z nedodržení slibu, že se stane ženou pana Wolmara. Saint-Preux jí slibu věrnosti skutečně zbaví a Julie se za Wolmara provdá.
Saint-Preux pomýšlí na sebevraždu. Bomston mu to rozmluví a pošle jej s válečnou eskadrou na dlouhou cestu kolem světa. Po návratu navštíví manžele Wolmarovi na pozvání pana Wolmara, sice ateisty, ale ušlechtilého člověka, jemuž Julie pravdivě vylíčila svou minulost. Saint-Preux překoná pokušení plynoucí z opětovné Juliiny blízkosti a všichni pak žijí společně ve venkovské idyle, kde nacházejí štěstí v prostém venkovském životě nespočívajícím v hromadění majetku. Julie si přeje, aby se Saint-Preux oženil s Klárou, ale ten to odmítne, protože mezi nimi nejde o lásku.
Při procházce po břehu jezera spadne Juliin syn do vody. Julie pro něho skočí a zachrání jej, ale těžce onemocní a během několika dní zemře. Saint-Preuxovi pošle ještě dopis, kde se mu vyzná ze svých citů. Poslední dopis obsahuje pohled do budoucna, kdy Klára, Saint-Preux, Bomston a Wolmar budou žít společně a vychovávat Juliiny děti.

## Filmové adaptace
- Ma nouvelle Héloïse (2012, Moje nová Heloisa), švýcarský film (ve francouzštině), režie Francis Reusser. Ve filmu bohatý japonský mecenáš, který obdivuje Jeana-Jacquesa Rousseaua, nabídne jednomu filmaři možnost vytvořit podle svých představ filmovou verzi románu, Tvůrce najde vhodné herce a začne natáčet. Příběhy hrdinů Rousseauova románu se pak promítají do osudů účastníků natáčení.[11]

## Česká vydání
- Julie, neboli, Nová Heloisa. Praha: Josef Pelc 1912, přeložil Alois Tvrdek.